# Bosque nacional de Manti-La Sal
El bosque nacional de Manti-La Sal (en inglés: Manti-La Sal National Forest) cubre más de4.900 kilómetros cuadrados y se encuentra en la parte central y al sureste del estado de Utah y el extremo oeste de Colorado en los Estados Unidos. El bosque se divide en tres distritos: el distrito La Sal en Moab, en la cordillera de La Sal, cerca de Moab, el distrito de La Sal en Monticello, en el oeste de las montañas Abajo, y la división de Manti en la meseta de Wasatch, al oeste de Price. La máxima elevación es el monte Peale en las montañas de la Sal, alcanzando 3.877 m sobre el nivel del mar.